# 방희진
방희진(方曦進, 1148년 ~ ?)은 고려의 문신이다. 호(號)는 박제(博齋), 본관은 온양(溫陽)이며, 온수군(溫水君) 방운(方雲)의 9세손이다. 초명은 방희진(方希進)이다.
고려 명종(明宗) 5년(1175년) 6월 형부시랑(刑部侍郞) 민영모(閔令謨)에 의해 국자감시(國子監試)에 급제하였다. 이 후 대과인 빈공과에 급제해 양광도 관찰사를 거쳐 진현관 대제학(大提學)을 역임하고, 상서령(尙書令)에 이르렀으며, 숭록대부(崇祿大夫)에 승품으로 올랐다. 묘는 원래 경기도 동두천시 지행동에 있었으나, 2008년 6월 7일 충청남도 아산시로 이장되었다. 묘에서는 지석(죽은 사람의 인적 사항이나 무덤의 소재를 기록해 묻은 판석이나 도판) 및 장신구인 구슬 등이 출토됐다. 효성이 지극하고 정사에 편파가 없었으며 불의를 용납하지 않았던 인물로 기록돼 있다.

## 가족 관계
- 아버지 : 방일(方逸) - 온양성주
- 아들 : 방걸(方乞) - 호장(戶長) 광록대부(光祿大夫) 정2품
- 손자 : 방만년(方萬年) - 상서령(尙書令)· 정당문학(政堂文學) 광록대부